# Robot delta

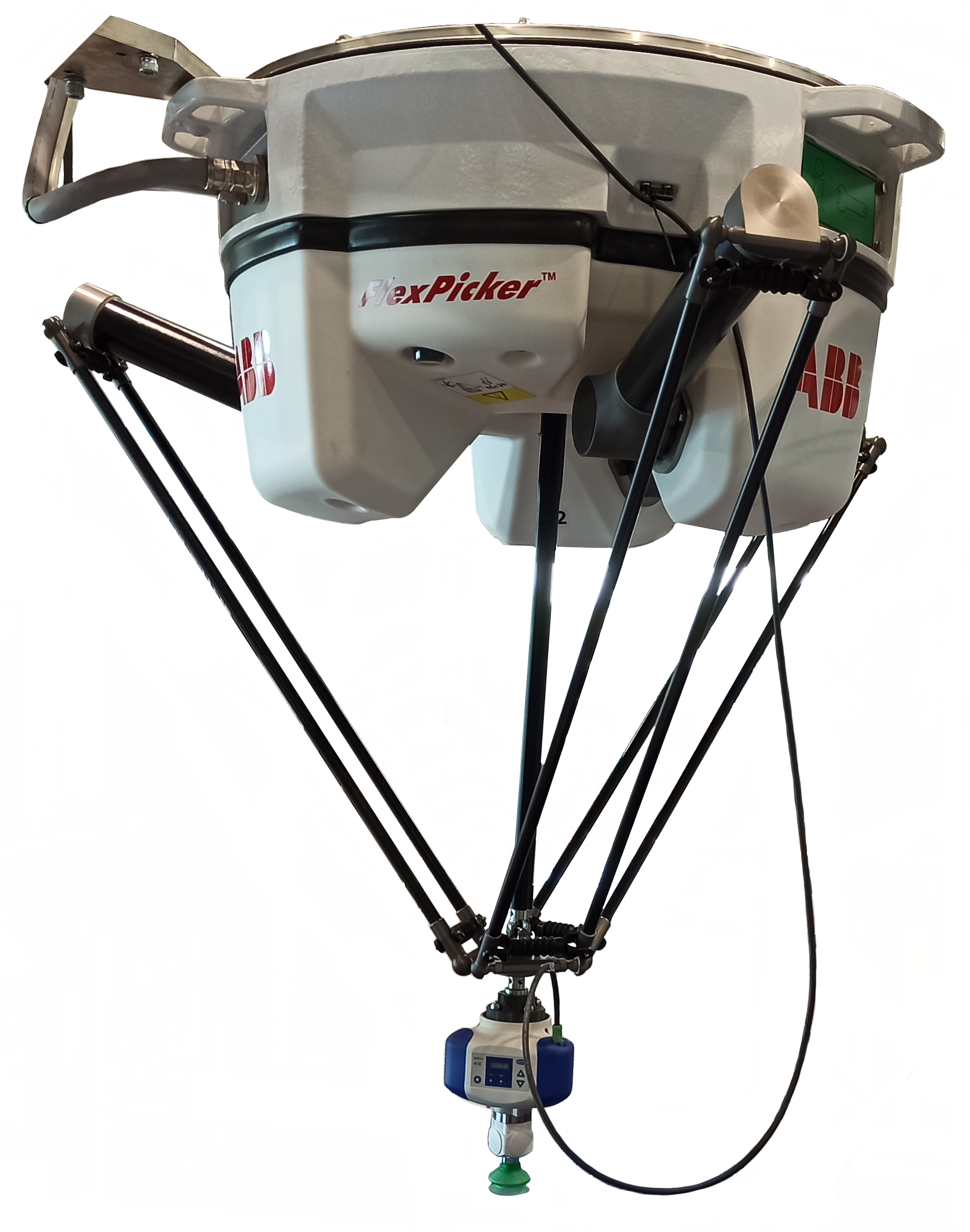
Un robot delta, model FlexPicker, de la companyia ABB. Aquesta família de robots, dissenyada per aplicacions d'embalatge, pot assolir acceleracions de 150 m/s².

Un robot delta és un robot industrial compost per tres manipuladors que connecten una base elevada i un terminal comuns. És un subtipus de robot paral·lel amb la característica clau que usa paral·lelograms a tots els manipuladors, permetent mantenir constant l'orientació del terminal. Generalment, aquests robots estan actuats amb tres articulacions prismàtiques o de revolució, muntats a la base de sobre de l'espai de treball.
El robot delta va ser inventat a principis de la dècada dels 80 pel grup de recerca de Reymond Clavel a l'Escola Federal Politècnica de Lausana. L'any 1987, la companyia Demaurex en compraria la llicència i en fabricaria els primers models. El principal avantatge d'aquesta configuració és l'elevada velocitat i acceleració que pot assolir el terminal, gràcies al poc pes dels manipuladors. Per contra, generalment, només poden moure petites càrregues útils en reduïts espais de treball. Típicament, pesos per sota dels 8 kg en espais de treball cilíndrics, de menys d'1 m de diàmetre i 0,2 m d'alt.
L'elevada acceleració i velocitat dels robots delta, que pot arribar als 30 g i 10 m/s, és molt adequada per a les línies d'embalatge o muntatge dels sectors alimentari, farmacèutic i electrònic. L'any 2017 també havia esdevingut una configuració popular per a impressores 3D, gràcies al venciment de la seva patent. Segons la Federació Internacional de Robòtica, l'any 2013, els robots delta representaven una quota de mercat de l'1% sobre el total de robots industrials venuts.